# Bernard Guenée
Bernard Guenée (Rennes, 6 de febrero de 1927-París, 25 de septiembre de 2010) fue un profesor, investigador e historiador francés.
Profesor emérito, titular entre 1965-1995 de una cátedra de historia medieval en La Sorbonne y luego en la Universidad Panthéon-Sorbonne, miembro de la Académie des Inscriptions et Belles-Lettres de 1981 a 2010, director de estudios en la Ecole Practque de Hautes Etudes desde 1980, es especialista en historia política y social de la Edad Media.

## Biografía

### Carrera universitaria
Antiguo alumno de la École Normale Supérieure (1946), tiene una Agrégation in History (1950). En 1949 obtuvo su diploma de estudios superiores en la Facultad de Letras de la Universidad de París, donde defendió una tesis sobre Le temporel du chapitre cathédral de Beauvais à l'époque de la guerre de Cent Ans (1333-1444), obra que ganó la mención «muy honorable». Comenzó su carrera como profesor en la escuela secundaria de Colmar (1951-1952) y luego en la escuela secundaria Marceau de Chartres (1955-1956). Mientras tanto, era residente de la Fundación Thiers.
En 1956, ingresó a la Sorbona como asistente y luego se convirtió en profesor en la Universidad de Estrasburgo en 1963. El 16 de marzo de 1963, Bernard Guenée defendió en la Sorbona su tesis doctoral titulada Tribunaux et gens de justice dans le bailliage de Senlis à la fin du Moyen Âge (vers 1380-vers 1550); su tesis complementaria es un Catálogo del pueblo de justicia de Senlis y su familia (1380-1550) . El jurado está compuesto por Édouard Perroy, Roland Mousnier, Yves Renouard, Robert Boutruche y Michel Mollat du Jourdin, y Bernard Guenée es nombrado doctor en letras con la mención «muy honorable». Consiguió un puesto como profesor de historia medieval en la Sorbona desde 1965. Su tesis fue publicada en 1966. Durante la década de 1970, fue profesor invitado en prestigiosas universidades: Yale (1972-1973), Oxford (1974) y Princeton (1976). Desde 1980, también fue director de estudios en la École Pratique des Hautes Etudes (IVa sección). Bernard Guenée fue elegido en 1981 como miembro del Instituto (Academia de Inscriptions y Bellas Letras). También fue miembro de la Royal Historical Society (Londres), el Comité de Obras Históricas y Científicas y la Academia Medieval de América (Massachusetts).
Murió el 25 de septembre de 2010 en París.
Fue el marido de Simonne Guenée, Lucas de nacimiento, archivista paleógrafa (promoción de 1956).

## Obras
El trabajo de Bernard Guenée se centra principalmente en la historia de las instituciones medievales y la historia política y cultural de la Baja Edad Media (siglos XIV - XVI). También es especialista en el reinado de Carlos VI de Francia (1380-1422) y la historiografía medieval. Fue identificado por «su ingeniosa búsqueda de nuevos objetos de historia», ya sean las Entradas Reales (1968) o el asesinato del duque de Orleans en 1407, «del que ofrece una magistral relectura».
Algunas de sus obras son:
- 1963: Tribunaux et gens de justice dans le bailliage de Senlis à la fin du Moyen Age: (vers 1380-ers 1550) (en francés). En dépôt à la Société d'éditions Les Belles Lettres. 1963.
- 1968: Les Entrées royales françaises (1328-1515) (en francés). CNRS Editions.
- 1980: Histoire et culture historique dans l'Occident médiéval. Collection historique (Nouvelle éd. edición). Aubier-[Flammarion]. 2011. ISBN 978-2-7007-0416-7.
- 1987: Entre l'église et l'état: 4 vies de prélats français à la fin du Moyen Âge (XIII-XV siècle). Bibliothèques des histoires (en francés). Gallimard. 1987. ISBN 978-2-07-070880-2.
- 1998: L' occident aux XIVe et XVe siècles: les états. Nouvelle clio (en francés) (6. éd edición). Presses Univ. de France. 1998. ISBN 978-2-13-049353-2.
- 2008: Du Guesclin et Froissart: la fabrication de la renommée (en francés). Tallandier. 2008. ISBN 978-2-84734-296-3.
- 2016: Comment on écrit l'histoire au XIIIe siècle: Primat et le "Roman des roys". CNRS éditions. 2016. ISBN 978-2-271-08805-5.  junto con Jean-Marie Moeglin.

## Reconocimientos
- Premio Gobert de la Academia de Inscripciones y Belles-Lettres (1964).[5]
- Gran Premio Nacional de Historia (1995).[5]

- Officier de la Légion d'honneur.[6]
- Commandeur de l'ordre national du Mérite.[6]
- Commandeur de l'ordre des Palmes académiques.[6]
- Chevalier de l'ordre des Arts et des Lettres.[6]